# Jelly (Kunststoff)

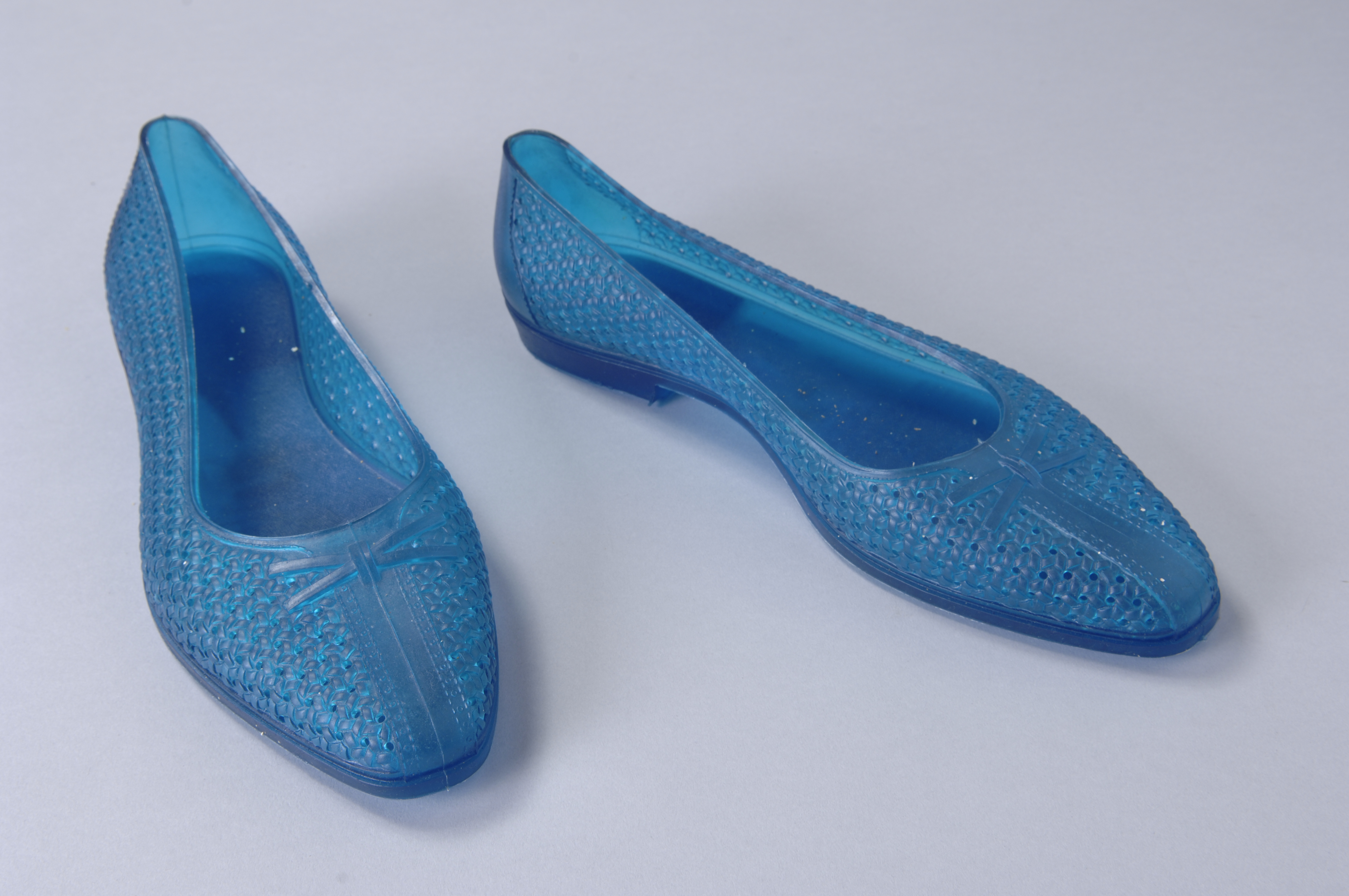
Damenschuhe aus Jelly

Jelly ist ein Kunststoff aus PVC, der mit bis zu 30 % Phthalaten, also Weichmachern, angereichert wurde (Weich-PVC). 
Jelly wird hauptsächlich für Sexspielzeuge wie Dildos, Vibratoren oder Butt Plugs verwendet. Es kommt aber auch bei anderen Gegenständen wie Sandalen oder Flip-Flops zum Einsatz.

## Probleme
Einige Phthalate haben hormonähnliche biochemische Eigenschaften, werden durch die Schleimhäute aufgenommen und könnten unter Umständen gesundheitliche Schäden (z. B. Krebs und Erbgutveränderungen) verursachen. Außerdem enthält Jelly immer Reste von Lösungsmitteln wie Toluol sowie unterschiedliche unerwünschte Nebenprodukte aus der PVC-Produktion. 
Jelly hat daneben die Eigenart, sehr unangenehm zu riechen; in der Regel verflüchtigt sich der Geruch aber nach einiger Zeit.
Weich-PVC ist in Kinderspielzeug, medizinischem Material und im Lebensmittelbereich verboten. Eine gesundheitlich ungefährliche Alternative bei Sexspielzeugen ist z. B. Silikon.